# Horace Heidt

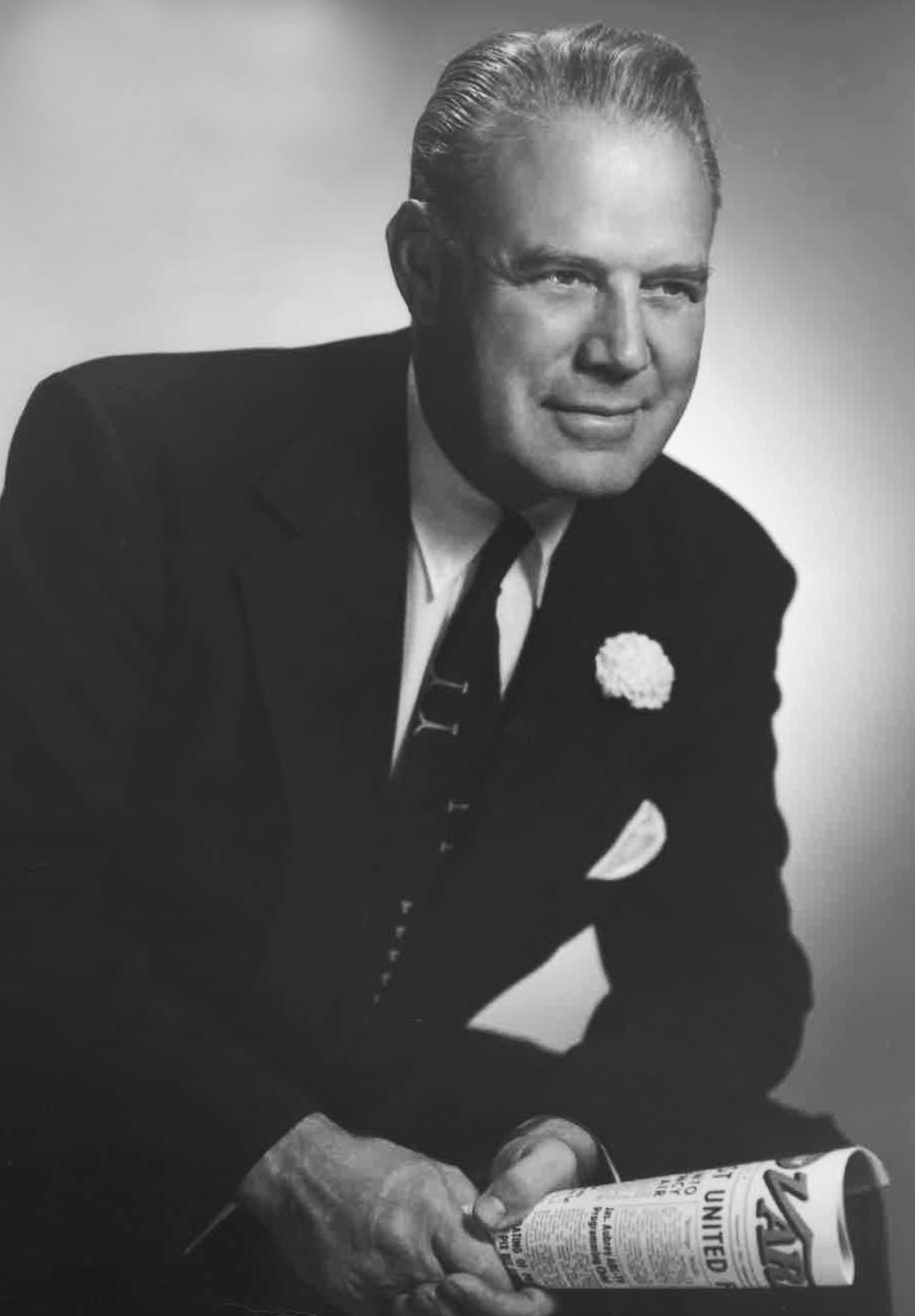
Horace Heidt (1972)

Horace Heidt (* 21. Mai 1901 in Alameda, Kalifornien; † 1. Dezember 1986 in Del Mar, Kalifornien) war ein US-amerikanischer Big-Band-Leader, Pianist und Entertainer, der eines der in den USA erfolgreichsten Tanzorchester der 1930er und 1940er Jahre leitete.

## Leben
Heidt besuchte die Universität Berkeley und wollte ursprünglich professionell Football spielen, verletzte sich aber am Rücken. 1923 gründete er eine Tanzband, die in den 1920er Jahren durchaus im Vaudeville tourte und auch in Europa war. Nachdem sich das Orchester aufgelöst hatte, gründete er 1932 eine neue Band „Horace Heidt and his Brigadiers“, die 1936 aus dem Drake Theater in Chicago eine eigene landesweite Radio-Show hatten. Dabei verteilten sie auch Bargeld ans Publikum, was sie äußerst populär machte. Ihr Programm „Pot o’ Gold“ wurde 1941 mit Heidt verfilmt. Im Film Pot o’ Gold führte George Marshall Regie, die Hauptrollen übernahmen James Stewart und Paulette Goddard.
Der Erfolg der Swing beeindruckte auch Heidt und er versuchte für „Horace Heidt and his Musical Knights“ die Qualität seiner Band zu steigern, indem er Musiker wie Bobby Hackett, Irving Fazola, Frank De Vol und Jess Stacy engagierte (und aus dem aufgelösten Glenn Miller Orchester den Arrangeur Bill Finegan und kurzzeitig Tex Beneke). Heidt nahm auch Frauen in die Band auf. Als Sänger fungierten u. a. die „King Sisters“, Larry Cotton, „Donna and her Don Juans“ (mit Donna Wood). Theme-Song der Ende der 1930er/Anfang der 1940er Jahre sehr populären Band war „I’ll love you in my dreams“. Mit „Gone with the Wind“ hatten sie 1937 einen Nr.-1-Hit und ebenso 1938 mit „Ti-Pi-Tin“ und einen Nr.-2-Hit 1939 mit „The Man with the Mandolin“. 1941 hatte er sechs Top-10-Hits, darunter mit Goodbye Now und I Don't Want To Set The World On Fire zwei Titel, die den zweiten Platz der Hitparade erreichten. Im Folgejahr gelang ihm mit seiner Version von Deep In The Heart Of Texas noch ein Top-10-Hit. Sein letzter Erfolg in den Charts war 1947 mit dem Titel Don't Fence Me In, der Platz 7 erreichte.
Wegen eines Streits mit seinem Management zog er sich 1945 zurück und widmete sich seinen Immobilien-Investments, die ihn zu einem der damals wohlhabendsten Orchesterleiter machten. 1947 war er wieder zurück und leitete das Orchester in den Radio-Talentshows („Talent Show“, „Youth Opportunity Show“). Ab 1950 war er auch mit der „Horace Heidt Show“ (einer Übertragung seiner Radio-Talentshow, eine der ersten TV-Talentshows überhaupt) und 1955 mit dem „The Swift Show Wagon“ im Fernsehen. Kurz darauf zog er sich zurück.
22 Jahre nach seinem Tod bauten die Videospielentwickler der Firma, Bethesda Softworks Heidts Lied "I don’t want to set the world on fire" als Titelmusik in das Spiel Fallout 3 ein.
Sein Sohn Horace Heidt Jr. ist ebenfalls Bandleader.